# デュモルチェライト
デュモルチェライト（デュモルティエ石、デュモルチ石、英語: dumortierite）とは、青色から濃紫色に見えるホウ素を含んだアルミニウム珪酸塩鉱物。
水晶に共生して産出することが多く、デュモルチェライトが水晶に内包されたものはデュモルチェライトインクォーツ（デュモルティエ石入り水晶）と呼ばれている。化学組成はAl7(BO3)(SiO4)3O3。名前はフランスの古生物学者であるウジェーヌ・デュモルティエに因む。

## 性質
- 直方晶系
- モース硬度7〜8.5
- 比重3.3〜3.4
- へき開は一方向に明瞭
- ガラス光沢
- 短波紫外線で青白色に蛍光する[6]

## 産地
マダガスカルは世界的に有名で、アメリカ、ブラジル、カナダなど。日本各地の蝋石鉱床にも見られる。